# Хайнрих фон Бредероде
Хайнрих фон Бредероде (на немски: Heinrich von Brederode, Der „Große Geuse“; на нидерландски: Hendrik van Brederode, „Grote Geus“/"le Grand Gueux"; * 20 декември 1531, Брюксел; † 15 февруари 1568, дворец Хорнебург при Реклингхаузен) е граф на Бредероде в Нидерландия, бургграф на Утрехт, господар на Вианен (в провинция Утрехт). Той е борец за освобождаването на нидерландците от испанско господство, участник в Нидерландско въстание (Осемдесетгодишна война).

## Биография
Той е син на Райналд III ван Бредероде (1492 – 1556), бургграф на Утрехт, и на Филипина де Ла Марк († 1537), дъщеря на херцог Роберт II де Ла Марк (1468 – 1536) и полубрат на Ланцелот фон Бредероде († 1573).
Хайнрих първо е на служба при крал Филип II Испански. След това като привърженик на Реформацията той застава начело на съпротивата против испанското управление. Наричат го „Große Geuse“ (просяк).
През януари 1557 г. във Вианен се жени за графиня Амалия фон Нойенар-Алпен (* 6 април 1539, дворец Алпен; † 10 април 1602, Алпен), най-голямата дъщеря на Гумпрехт II фон Нойенар-Алпен (1503 – 1556), граф на Графство Лимбург, и първата му съпруга Анна фон Бронкхорст († 1529). Бракът е бездетен.
През април 1567 г. Хайнрих фон Бредероде трябва да избяга в Емден. Той умира през пролетта на 1568 г. в дворец Хорнебург при Реклингхаузен. Погребан е първо в Гемен и през 1602 г. е преместен в Алпен в региона на Дюселдорф и е погребан до Амалия в гробницата на евангелската църква в Алпен.
Вдовицата му Амалия фон Нойенар-Алпен се омъжва втори път на 25 април 1569 г. в Хайделберг за пфалцграф и курфюрст Фридрих III фон Пфалц (1515 – 1576). След смъртта на нейния втори съпруг Фридрих III фон Пфалц, Амалия е от 1579 до 1587 г. регентка в Господството Вианен, което е наследила от нейния първи съпруг. През 1589 г. тя наследява от нейния полубрат Адолф графството Лимбург, а през 1590 г. получава от нейната полусестра Магдалена правата над господството Алпен, Хелпенщайн, господството Линеп и наследствения фогтай Кьолн.

## Галерия
- Хайнрих фон Бредероде
- Хайнрих фон Бредероде
- Останки от замък Бредероде